# 生きた建築ミュージアム
生きた建築ミュージアム（いきたけんちくミュージアム）は、大阪のまちをひとつの大きなミュージアムと捉え、そこに存在する「生きた建築」を通して大阪の新しい魅力を創造・発信する、大阪市による取組みである。

## 概要
大阪には近代建築やモダニズム建築が数多く建築され現在も活用されているため、大阪のまち全体を建築の博物館とみなした「生きた建築ミュージアム」とする取り組みである。
大阪市は、平成25年度（2013年度）に28件、平成26年度（2014年度）に22件、全50件の「生きた建築ミュージアム・大阪セレクション」を選定した。平成25～27年度（2013～2015年度）の3年間に大阪セレクションを対象に、その魅力の一層の向上に必要な再生工事に係る費用の一部補助を時限措置として実施した。
また、毎年度秋に建築一斉公開イベント「生きた建築ミュージアムフェスティバル大阪」（イケフェス大阪）が実施されている。

## 生きた建築ミュージアム・大阪セレクション
2014年（平成26年）度に大阪市生きた建築ミュージアム推進有識者会議の意見を参考にしながら50件が選定された。有識者には、嘉名光市、倉方俊輔、髙岡伸一、橋爪紳也らが名を連ねた。
- I 時代を超えた塔のまち・大阪

通天閣、梅田スカイビル（新梅田シティ）　
- II 都市の社交空間

大阪倶楽部	、中央電気倶楽部、リーチバー（リーガロイヤルホテル）、堂島サンボア バー
- III 大阪の顔

マヅラ（大阪駅前第1ビル）、大阪ガスビル、日本生命保険相互会社本館、御堂ビル［竹中工務店大阪本店］、御堂筋ダイビル、本願寺津村別院［北御堂］、
- IV 水辺に向かって建つ建築

ダイビル本館、三井住友銀行大阪本店ビル（旧 住友ビルディング）、ルポンドシエルビル［大林組旧本店］、北浜レトロビルヂング、江戸堀コダマビル［旧児玉竹次郎邸］、日本聖公会川口基督教会
- V 心意気あふれる多彩な民間建築

大阪証券取引所ビル、生駒ビルヂング、武田道修町ビル、船場ビルディング、原田産業株式会社大阪本社ビル、新井ビル、青山ビル、伏見ビル、堺筋倶楽部、大阪商工信用金庫新本店ビル（旧本町ビルディング）、輸出繊維会館、北野家住宅、清水猛商店、芝川ビル、長瀬産業株式会社大阪本社ビル、日本基督教団大阪教会、今橋ビルヂング（旧大阪市中央消防署今橋出張所）
- VI 先端をゆく商業建築

大丸心斎橋店本館、南海ビル（髙島屋大阪店ほか）、髙島屋東別館、純喫茶アメリカン、ギャラリー再会、食道園宗右衛門町本店ビル、味園ユニバースビル、浪花組本社ビル、オーガニックビル
- VII 戦後大阪の都市改造

船場センタービル、阪急三番街、梅田吸気塔、スリープカプセル（カプセルイン大阪）
- VIII 大阪の都市居住

西長堀アパート、グランサンクタス淀屋橋

### 第2期
2023年（令和5年）5月9日に第2期として47件が選定された。
- 中西金属工業株式会社 社屋
- 北浜長屋
- 鯛よし百番
- 日本基督教団大阪南教会
- 住友倉庫大阪支店川口倉庫
- 大阪農林会館
- 寺西家阿倍野長屋
- 中谷運輸築港ビル［旧商船三井築港ビル］
- 大阪公立大学杉本キャンパス[旧大阪商科大学]
- ミナミ株式会社［旧川崎貯蓄銀行福島出張所］
- 久金属工業株式会社　社屋
- 天満屋ビル
- 源ヶ橋温泉
- はり重道頓堀本店
- 相互タクシー北新地のりば
- フジカワビル
- 立体最小限住居 No.32
- 新桜川ビル
- NTTテレパーク堂島
- 住友ビルディング
- 新大阪駅
- リバーサイドビルディング
- リーガロイヤルホテル
- 自安寺
- OMM
- 北浜ネクスビルディング［旧大阪大林ビル］
- 一心寺
- ガラスブロックの家
- HEP
- シェラトン都ホテル大阪
- 淀屋橋竹村ビル
- クリスタルタワー
- K2ビルディング
- BAR川名
- 心斎橋ビッグステップ
- 大阪ガス実験集合住宅NEXT21
- 大同生命大阪本社ビル
- 日本橋の家
- 南堀江髙橋ビル [旧ミュゼ大阪]
- 日ノ下商店ビル
- なんばパークス
- 大阪弁護士会館
- 大阪富国生命ビル
- 大阪ステーションシティ
- 中之島フェスティバルシティ
- 日本圧着端子製造株式会社
- あべのハルカス

## 生きた建築ミュージアムフェスティバル大阪
生きた建築ミュージアムフェスティバル大阪（いきたけんちくミュージアムフェスティバルおおさか）は、日本最大の建築一斉公開イベントである。略称はイケフェス、英称はOpen House Osaka（オープンハウスオオサカ）。
平成25年度（2013年度）の実証実験を経て、平成26年度（2014年度）より本格開催し、平成28年度（2016年度）からは「生きた建築ミュージアム大阪実行委員会」が主催で実施されている。
2019年には、建築公開イベントの国際的なネットワーク「オープンハウスワールドワイド（Open House Worldwide）」への加盟が承認され、イケフェス大阪2019より、英語名称が「Open House Osaka」となった。